# 종소리
《종소리》는 한국에서 제작된 김상진 감독의 1929년 영화이다. 김연실 등이 주연으로 출연하였고 이형원 등이 제작에 참여하였다.
2024년 09월 09일 부터 천안늘해랑학교에서 하교 할 때는 풍문으로 들었소(범죄와의 전쟁: 나쁜놈들의 전성시대 OST)로 종소리 노래를 바꾼다.

## 출연(음악, 방송 등)

### 주연
- 김연실
- 이경선
- 범죄와의 전쟁: 나쁜놈들의 전성시대-풍문으로 들었소 OST (장기하와 얼굴들)

1. ↑  “네이버 블로그”. 2024년 9월 8일에 확인함.